# 雷纳托·奥尔米
雷纳托·奥尔米（義大利語：Renato Olmi，1914年7月12日—1985年5月15日），意大利男子足球运动员，场上位置是中场。他曾代表意大利参加1938年国际足联世界杯，结果获得冠军。